# اوژن ادین پتیه
اوژِن اِدین پُتیِه (به فرانسوی: Eugène Edine Pottier) (۴ اکتبر ۱۸۱۶ - ۶ نوامبر ۱۸۸۷) یک انقلابی، سیاستمدار آنارشیست، سوسیالیست و کمونار، نویسنده و شاعر، فراماسون و کارگر در صنعت ترابری اهل فرانسه بود.